# فضل بن سهل سرخسی
فضل بن سهل سرخسی، یکی از وزیران مشهور ایرانی از خاندان سهل در خراسان بود که در دربار مأمون خلیفه عباسی منصب وزارت در دست و در رسیدن مأمون به قدرت و خلافت در مقابل امین تأثیر بسزایی داشت. وی در سن ۴۸ سالگی چشم از دنیا بست.

## شخصیت واقعی فضل
فضل بن سهل سومین شخصیت برجسته ایرانی بود که در دولت آل عباس، مهم‌ترین مقامات لشکری و کشوری را دریافته بود؛ به همین دلیل وی می‌توانست، خود را وارث ابومسلم خراسانی و جعفر بن یحیی برمکی به‌شمار بیاورد و به همین جهت در این فکر افتاد که مانند اسلاف خود صفحه تاریخ را عوض کند، سیر حوادث را از مجرای خود به مجرای دیگری بازگرداند. فضل دیده بود که ابومسلم خراسانی با کوشش‌ها، فداکاری‌ها و هوشیاری‌های خود، منبر خلافت را جبرا از زیر پای آل امیه برداشت و به آل عباس باز گذاشت. فضل بن سهل که خود را کم از ابومسلم و جعفر نمی‌شمرد، فکر تازه‌ای کرد تا نامش در ردیف نوابغ، سده‌ها بر صفحهٔ تاریخ جا بگیرد؛ به همین جهت با مأمون خلوت کرد و نام علی بن موسی الرضا را به زبان آورد. فضل به قول معروف بی گدار به آب نزد.

## جایگاه فضل

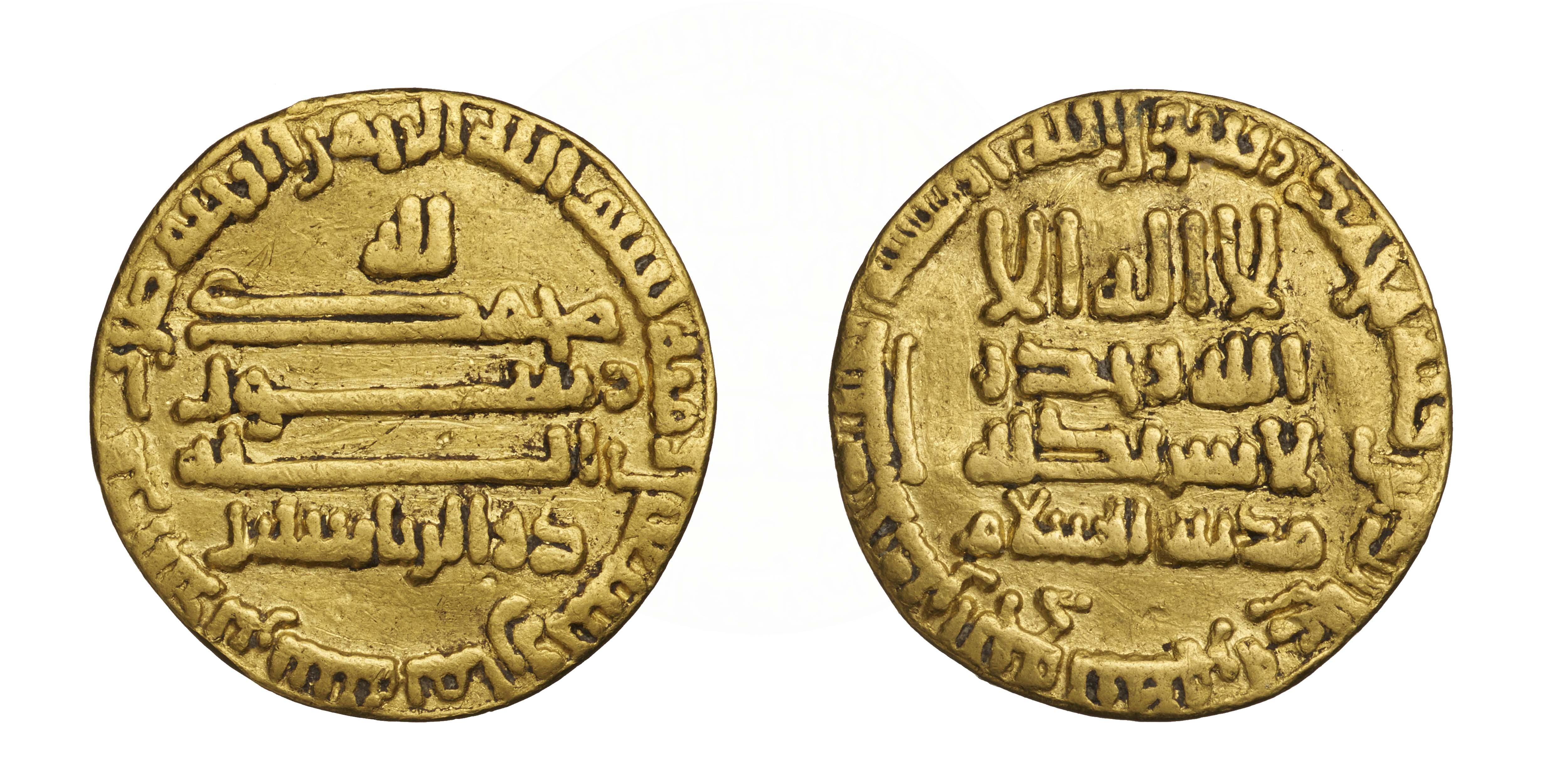
سکهٔ دینار در آن زمان

او معروف به ذوالریاستین، یعنی مردی که بر دو کار ریاست می‌کند؛ التدبیر و الحرب، کشوری و لشکری بود. بر پشت سکه‌ای که زر سمرقند ضرب شده‌ است، هفت سطر آمده‌ است، کلمهٔ ذوالریاستین (رئیس قلم و شمشیر) که در سطر آخر آمده است، به فضل بن سهل وزیر معروف مأمون اشاره دارد. از طریق خاندانهای دیوانی بزرگ اوایل عصر عباسی (سدهٔ دوم و سوم هجری/ششم و نهم میلادی) نظیر آل سهل و آل برامکه است، که موضوعات نثر عربی توسعه می‌یابد و ماهیتی قابل انعطاف پیدا می‌کند. فضل بن سهل در ادب و زبان عربی دارای مهارتی فراوان بود و با توجه به مقامات نافذ و معتبری که در دستگاه عباسی داشت، از علم و علما نیز حمایت می‌کرد. فصاحت فضل در زبان عرب را مدت‌ها پیش از مسلمان شدن وی تحسین کرده‌اند.

## اسلام آوردن فضل
آل سهل یا دودمان معروف سهل، از مردم سرخس در مشرق ایران بودند. هنگامی که با تسلط و مهارت کامل در ادب عربی و پهلوی پا به عرصهٔ تاریخ اسلامی گذاشتند، هنوز دبیران زردشتی بودند؛ در واقع بنوسهل دست پروردگان برامکه، خاندان اهل دیوان زردشتی معروف بودند. تنها در سال ۱۹۰ق/۸۰۵م بود که فضل بن سهل، وزیر نامی مأمون، به دست خلیفه اسلام آورد.

## نقش سیاسی فضل در زمان مأمون
نقش سیاسی فضل زمانی آشکار شد که هارون چندی پس از انتخاب پسرش امین به ولایتعهدی، پسر دومش مأمون را به عنوان ولیعهد دوم برگزید و حکومت سرزمین‌های شرق خلافت اسلامی از همدان تا خراسان و سند را به‌طور مستقل به مأمون داد. فضل بن سهل دبیر سیاستمدار مأمون، نماینده ایرانی‌ها در دربار عباسیان بود. فضل کوشید حق مأمون را در خلافت محفوظ نگه داشته و از او در مقابل برادر و اطرافیانش حمایت کند. شاید فضل نخستین گامی که برای رسیدن به آرزوهای خود برداشت این بود که مأمون را قانع کرد به همراه پدرش به خراسان برود، تا در آنجا به جمع‌آوری یاران خود بپردازد و او را از سیطرهٔ امین دور کند. بدون شک انگیزهٔ ابن سهل در تشویق مأمون به ماندگاری در خراسان و کمک به او در رد درخواست امین برای بازگشت به بغداد، چشم‌داشت شخصی بوده است. در حقیقت ابن سهل که برای به خلافت رساندن مأمون تلاش می‌کرد، آرزو داشت مرو به جای بغداد، پایتخت این خلافت باشد و شکوه خراسان را به آن بازگرداند. این وزیر ایرانی سیاستی را برای مأمون ترسیم کرد که پیروی از آن برایش واجب بود و آن عبارت بود از:
1. تحصن در خراسان؛ زیرا خراسانی‌ها به علت نزدیکی خویش با او، هرگز نقض بیعت نخواهند کرد؛
2. پیروی از سیاست متواضعانهٔ دینی؛
3. توجه شخصی به کارهای حکومتی و پاسخ به دادخواهی‌ها.[۱۲]

## هدف فضل در دستگاه عباسی
هدف او دور کردن دو فرمانده، طاهر بن حسین و هرثمة بن اعین از عراق و در انحصار درآوردن حکومت بود. مأمون به توصیهٔ وزیرش، طاهر بن حسین را از عراق برکنار و برادر او، حسن بن سهل، را جایگزین کرد و هرثمة بن اعین را نیز به خراسان فرستاد. دور کردن این دو فرمانده از عراق و بی کفایتی حسن بن سهل در ادارهٔ امور، موجب گسترش ناآرامی‌ها در آنجا شد؛ اما مأمون از این شورش‌ها که ضد حکومتش بود خبر نداشت؛ زیرا وی در مرو بود و فضل بن سهل مانع رسیدن اخبار بغداد به او بود و کارها را از او مخفی می‌کرد. خلیفه لقب جدید ذوالریاستین به معنای رئیس کشوری و لشکری را به عنوان پاداش به وزیرش هدیه کرد. این ویژگی دلالت بر نفوذی گسترده دارد که این مرد ایرانی به آن رسید. در کنار این ویژگی، فضل از خاصیت امارت هم بهره‌مند بود. او نخستین وزیری بود که که لقب گرفت و نخستین وزیری بود که همزمان لقب و امارت گرفت؛ به او وزیر امیر گفته می‌شد، همچنین ادارهٔ حکومت به او تفویض شد.

## رابطهٔ فضل با مأمون
مأمون از اوضاع سیاسی خاصی که به هنگام درگیری برادرش امین، در آن به سر می‌برد متأثر شد؛ به ویژه وقتی که می‌دانیم این درگیری رنگ شعوبیگری داشت و فضل بن سهل که مظهر آرمان‌های ایرانی بود؛ به شدت در پشت او ایستاد تا اینکه پیروزی را برای او ضمانت کرد؛ از این رو مأمون جز ارضای احساسات ایرانی‌ها چاره‌ای نمی‌دید.
فرمانروایی حسن بن سهل (برادر فضل) را با نارضایی و نگرانی تلقی میکرد.  طاهر بن حسین،  فاتح بغداد که در میان سپاهیان نفوذ و قدرتی بسیار داشت از این انتخاب ناراضی بود.  هرثمه بن اعین سردار عرب نیز که در فتح بغداد به مأمون خدمت کرده بود ضد وی به تحریک پرداخت.  عباسیان بغداد این انتخاب را نشانه ضعف مأمون و استیلای فضل (ایرانیان) میشمردند و علویان برای قیام خویش این اختلاف را موقع مناسبی میشمردند.

## مرگ او
مأمون دریافت که ماندن در مرو بیهوده است و بغداد نمی‌تواند بدون حضور خلیفه اداره شود. بازگشت به پایتخت مرکزی بیانگر بازگشت به آیین عربی بود که بغداد، پایتخت پدرانش، نمایانگر آن بود. مأمون از خلال اقدامات وزیرش، به این باور رسد که برای تسلط کامل بر حکومت و بازپس‌گیری ایران از او و سایر اشغالگران عرب، از درون نقشه می‌کشد؛ بنابراین برای رهایی از وی به عنوان ضرورتی سیاسی تلاش کرد. مأمون در آغاز سفرش به بغداد، در شهر سرخس، نقشه قتل فضل بن سهل را در شعبان ۲۰۲ق/۸۱۸م طراحی کرد.
در مورد مرگ وی گفته‌اند که:
| إن مأمون هاشم أصله مکة    |  | منها آباؤه وجدوده     |
| غیر أنا نحن الذین غذوناه  |  | بماء العلا فأورق عوده |
| من خراسان أتبع الأمر فیهم |  | وتوشت للناظرین بروده  |